# Брама Абаддона
Брама Абаддона (Abaddon's Gate) — науково-фантастичний роман Джеймса С. А. Корі (псевдонім Деніела Абрагама і Тая Франка) 2013 року. Розповідається про конфлікт у Сонячній системі, в який залучені Земля, Марс, Пояс астероїдів і зовнішні планети, а також потужний позаземний біологічний зонд фон Неймана. Третя книга в серії «The Expanse», їй передувала «Війна Калібана». Четверта книга, «Cibola Burn», була випущена в червні 2014 року. Також випущена як аудіокнига видавництвом «Audible», оповідач Джефферсон Мейз. Екранізовано в телесеріалі «Простір» — епізоди 7-13 третього сезону. «Ворота Абаддона» отримали премію «Локус» — найкращий науково-фантастичний роман 2014 року.

## Зміст
Минуло півроку відтоді, як Протомолекула створила структуру на Венері та рушила з планети. Інопланетний механізм зупиняє дві космічні одиниці за орбітою Урана та продовжує трансформацію в структуру, яку назвуть «Кільцем». ООН, Марс і OPA надсилають кораблі для спостереження. Коли молодий астероїдянин намагається провести свій корабель крізь Кільце, але не виходить з іншого боку, стає зрозуміло — це кротовина. ООН, Марс і OPA намагаються відправити військові флоти до Кільця, демонструючи свою силу. OPA відправляє корабель поколінь «Наву», тепер перепрофільований як військове судно «Бегемот», під командуванням капітана Клаеса Ешфорда з офіцером безпеки Карлосом «Биком» де Бака. ООН також відправляє групу релігійних лідерів, художників і поетів на своєму флоті для зв'язків з громадськістю. До цієї групи входять священник-методист Анна Воловодова та відомий пастор Кортез.
На Церері Голден, Алекс, Амос і Наомі перебувають у відпустці, заробивши непогані гроші, використовуючи «Росінант» як позаштатного кур'єра та корабель супроводу. Суспільне мовлення ООН зв'язується з Голденом, бажаючи зняти документальний фільм про нього та Кільце. Спочатку Голден відмовляється, хоча видіння Міллера, яке час від часу з'являлося йому після того, як Протомолекула впала на Венеру, неодноразово спонукало піти до Кільця. Однак марсіани подають позов, щоб повернути «Росінант», і Голден укладає угоду з громадським мовленням ООН, щоб зняти документальний фільм в обмін на те, що вони розплатяться з марсіанами.
Тим часом Клариса, сестра Джулі Мао, планує помститися Голдену. Який, на її думку, став причиною краху її батька Жюля-П'єра. Мао відповідав за дослідження протомолекули. Вона влаштовується на роботу під вигаданим іменем Мелба Кох інженером на «Серізьє», дослідницькому кораблі ООН, який прямує до Кільця. Коли «Серізьє» наближається до «Росінанта», Клариса посилає сигнал на корабель, який активує програмне забезпечення, таємно розміщене там членом документальної групи, якого вона підкупила. Програмне забезпечення бере під контроль «Росінант», вимикає систему зв'язку та контролює зброю, у той час як бомба одночасно вибухає на одному з інших кораблів, що прямують до Кільця. Транслюється підроблене відеозвернення Голдена, який ніби-то бере на себе відповідальність за атаку.
Об'єднані військові флоти у відповідь на те, що вони сприймають як неспровокований напад, починають обстіл «Росінанта». Голден, не маючи інших варіантів, кидає «Росінант» в Кільце, щоб втекти. Усі три великі держави відправляють кораблі в Кільце слідом за «Росінантом», включаючи флагманський корабель OPA «Бегемот» із «Биком» на борту та корабель з релігійними лідерами, зокрема Анною та пастором Кортесом.
Кільце веде до вузла у величезній, але сплячій мережі кротовин, з тисячами неактивних кілець, що обертаються навколо сферичного об'єкта під назвою Кільцева станція. Будь-який об'єкт у цьому просторі, який рухається зі швидкістю понад 600 м/с, захоплюється полем інерції та витягується на орбіту, що обертається навколо станції. Через це обмеження швидкості екіпаж «Росінанта» назвав територію «Повільною зоною». Опинившись у зоні, команда корабля ремонтує систему зв'язку, щоб зв'язатися з іншими кораблями та переконати їх у невинності Голдена. Амос виявляє нелегальне програмне забезпечення. Він змушує зізнатися члена знімальної групи, який підкинув це, він не знає імені Клариси, але зображає її обличчя. Голден, думаючи на Джулі Мао, припускає, що це ще один із прийомів Протомолекули, щоб маніпулювати ним. Голден вирішує піти на станцію «Рінг», вважаючи, що це те, чого хоче від нього Протомолекула.
Флот ООН, марсіанський і OPA входить у повільну зону. Марсіани пускають шатл у погоню за Голденом, але він досягає станції раніше за них. З'являється видіння Міллера, яке веде Голдена все глибше і глибше вглиб Станції. Міллер пояснює, що Протомолекула проєктує зір прямо в мозок Голдена, використовуючи його для спілкування з ним. І Протомолекула, і Станція були окремими інструментами, створеними інопланетною расою мільярди років тому. Вони зберігають певний ступінь автономії прийняття рішень. Протомолекула, не маючи контролю над Станцією, потребувала фізичної присутності Голдена, щоб відкрити мережу кротовин і почати пошуки її творців. Марсіани наздоганяють Голдена й атакують, але споруди на станції дають відсіч. Після запуску гранати одного з марсіанських морських піхотинців розриває на частини, а інші відступають. Видіння Міллера пояснює, що обмеження швидкості в повільній зоні є лише формою стримування загрози. І в результаті дій марсіанина станція тепер вважає загрозою об'єкти, що рухаються зі швидкістю гранати, тому знижує максимальну швидкість відповідно. Голден і Міллер просуваються через станцію, поки не стикаються з великою інопланетною спорудою. Міллер закликає Голдена доторкнутися до споруди. Після контакту Голден отримує бачення цивілізації, яка створила протомолекулу. У них була імперія, що охоплювала всю галактику, але напала невідома сутність. Намагаючись зупинити поширення атаки, творці Протомолекули використали Станцію, щоб знищити тисячі зоряних систем, спричинивши спалах наднових. Міллер пояснює, що він може знову відкрити мережу кротовин у Повільній зоні. Але перш ніж він зможе пояснити, як це зробити, знову з'являються марсіанські морські піхотинці та заарештовують Голдена. У камері на марсіанському кораблі видіння Міллера радить Голдену змусити всі кораблі вимкнути свої реактори. Це покаже станції, що вони не є загрозою, і переконає звільнити їх із повільної зони.
Тим часом, через раптову зміну обмеження швидкості, усі кораблі в Зоні повільної дії потрапляють у поле інерції та різко сповільнюються. Це призводить до летальних випадків серед екіпажів. Втрати надзвичайно високі; більшість тих, хто вижив, важко поранені. Оскільки жоден корабель не може рухатися швидше, ніж граната, повернення до Кільця займе роки, залишивши тих, хто вижив, в пастці у Зоні повільного руху. На «Бегемоті» Булл сперечається з Ешфордом щодо того, аби дозволити використовувати корабель як притулок. Булл і Xо Мічіо Па влаштовують заколот проти Ешфорда, ув'язнюючи його та захоплюючи контроль над кораблем. Вони домовляються про транспортування тих, хто вижив, до «Бегемота», де їх можна лікувати найефективніше.
На флоті ООН Клариса, яка все ще прагне помститися Голдену, намагається піднятися на борт «Росінанта» і вбити екіпаж. Анна, яка помітила Кларису раніше і через деякий час визначила, хто вона насправді, слідує за нею до «Росінанта». На борту «Росінанта» Наомі виявляє Кларису. Вони мають сутичку, коли Клариса намагається знищити корабель. Клариса мало не вбиває Наомі, але Анна приходить якраз вчасно, щоб зупинити її. Екіпаж «Росінанта» переводять на «Бегемот» для лікування. Клариса ув'язнена, і, пригнічена тим, що не заподіяла шкоди Голдену, а також відчуваючи сильну провину за спричинену нею смерть, зізнається в усьому. Дізнавшись, що Голден невинний, марсіани звільняють його з-під варти, і він повертається на «Бегемот».
Ешфорд, ув'язнений, змовляється з отцем Кортезом використати потужний комунікаційний лазер «Бегемота», щоб знищити Кільце, думаючи, що вони врятують людство від «зла», принесеного інопланетною технологією. Вони влаштовують повстання і повертають контроль над кораблем. Коли Голден дізнається про план, він розуміє — якщо станція вважатиме людей серйозною загрозою, це може призвести до того, що Сонце стане надновою — як це сталося з іншими зірками, які він бачив у своєму видінні. Припускаючи, що спроба зруйнувати ворота може загрожувати долею всієї сонячної системи, він збирає команду союзників, включаючи Анну та Була. Зав'язується жорстока битва, коли обидві сторони намагаються перешкодити плану іншої, і сторона Ешфорда на межі перемоги. В останній відчайдушній спробі Анна переконує Кларису вимкнути систему управління «Бегемота». Ешфорд переможений, і його план знищити Кільце зірвано.
Після того, як усі захоплені кораблі вимикають свої реактори згідно з інструкціями, видіння Міллера з'являється Голдену та повідомляє йому, що Протомолекула переконала Станцію — кораблі не становлять загрози. Обмеження швидкості в зоні повільного руху знімається, що дозволяє кораблям, які опинилися в пастці, втекти. Крім того, станція знову відкриває більше тисячі сплячих кротовин, що оточують повільну зону, кожна з яких веде до іншої планетарної системи. Міллер каже, що Протомолекула ніколи не перестане шукати своїх творців, навіть якщо їх уже давно немає. Як інструмент Протомолекула продовжуватиме використовувати Голдена для цього пошуку.
Анна переконує Голдена привести Кларису до Місяця на суд. Натомість вона використає свій вплив, щоб не дати Марсу забрати «Росінант». OPA залишає «Бегемот» (перейменований на станцію «Медіна») у повільній зоні як станцію для кораблів, що прямують до кротовин. Людство починає досліджувати ворота, які приведуть його до зірок.